# Kanovaren op de Olympische Zomerspelen 1968
Kanovaren is een van de sporten die beoefend werden tijdens de Olympische Zomerspelen 1968 in Mexico-Stad.

## Heren

### kajak

#### K1 1000 m
| rang   | sporter                | land | tijd    |
| ------ | ---------------------- | ---- | ------- |
| Goud   | Mihály Hesz            | HUN  | 4:02.63 |
| Zilver | Aleksandr Sjaparenko   | URS  | 4:03.58 |
| Brons  | Erik Hansen            | DEN  | 4:04.39 |
| 4      | Władysław Szuszkiewicz | POL  | 4:06.36 |
| 5      | Rolf Peterson          | SWE  | 4:07.86 |
| 6      | Václav Mára            | TCH  | 4:09.35 |
| 7      | Andrei Contolenco      | ROU  | 4:09.96 |
| 8      | Wolfgang Lange         | GDR  | 4:10.03 |

#### K2 1000 m
| rang   | sporters                              | land | tijd    |
| ------ | ------------------------------------- | ---- | ------- |
| Goud   | Aleksandr Sjaparenko Vladimir Morozov | URS  | 3:37.54 |
| Zilver | Csaba Giczi Isván Timár               | HUN  | 3:38.44 |
| Brons  | Gerhard Seibold Günther Pfaff         | AUT  | 3:40.71 |
| 4      | Paul Hoekstra Toon Geurts             | NED  | 3:41.36 |
| 5      | Lars Andersson Gunnar Utterberg       | SWE  | 3:41.99 |
| 6      | Atanase Sciotnic Aurel Vernescu       | ROU  | 3:45.18 |
| 7      | Jean-Pierre Burny Herman Naegels      | BEL  | 3:45.21 |
| 8      | Cesare Beltrami Cesare Zilioli        | ITA  | 3:46.08 |

#### K4 1000 m
| rang   | sporters                                                             | land | tijd    |
| ------ | -------------------------------------------------------------------- | ---- | ------- |
| Goud   | Steinar Amundsen Egil Søby Tore Berger Jan Johansen                  | NOR  | 3:14.38 |
| Zilver | Anton Calenic Dimitrie Ivanov Haralambie Ivanov Mihai Ţurcaş         | ROU  | 3:14.81 |
| Brons  | Csaba Giczi Isván Timár Imre Szöllősi István Csizmadia               | HUN  | 3:15.10 |
| 4      | Per Larsson Hans Nilsson Tord Sahlén Åke Sandin                      | SWE  | 3:16.68 |
| 5      | Karl-Gustav von Alfthan Heikki Mäkelä Jorma Lehtosalo Ilkka Nummisto | FIN  | 3:17.28 |
| 6      | Joachim Wenzke Klaus-Uwe Will Erhard Riedrich Klaus-Peter Ebeling    | GDR  | 3:18.03 |
| 7      | Helmut Hediger Kurt Lindlgruber Günther Pfaff Gerhard Seibold        | AUT  | 3:18.95 |
| 8      | Ewald Janusz Ryszard Marchlik Rafał Piszcz Władysław Zieliński       | POL  | 3:22.10 |

### kano

#### C1 1000 m
| rang   | sporter         | land | tijd    |
| ------ | --------------- | ---- | ------- |
| Goud   | Tibor Tatai     | HUN  | 4:36.14 |
| Zilver | Detlef Lewe     | FRG  | 4:38.31 |
| Brons  | Vitali Galkov   | URS  | 4:40.42 |
| 4      | Jiří Čtvrtečka  | TCH  | 4:40.74 |
| 5      | Boris Ljoebenov | BUL  | 4:43.43 |
| 6      | Ove Emanuelsson | SWE  | 4:45.80 |
| 7      | Ivan Patzaichin | ROU  | 4:49.32 |
| 8      | Andreas Weigand | USA  | 4:50.42 |

#### C2 1000 m
| rang   | sporters                         | land | tijd    |
| ------ | -------------------------------- | ---- | ------- |
| Goud   | Ivan Patzaichin Serghei Covaliov | ROU  | 4:07.18 |
| Zilver | Tamás Wichmann Gyula Petrikovics | HUN  | 4:08.77 |
| Brons  | Naum Prokoepets Michail Zamotin  | URS  | 4:11.30 |
| 4      | Juan Martínez Felix Altamirano   | MEX  | 4:15.24 |
| 5      | Bernt Lindelöf Erik Zeidlitz     | SWE  | 4:16.60 |
| 6      | Jürgen Harpke Helmut Wagner      | GDR  | 4:22.53 |
| 7      | Roland Kapf Klaus Lewandowsky    | FRG  | 4:26.36 |
| 8      | Ivan Valev Aleksandar Damianov   | BUL  | 4:26.74 |

## Dames

### kajak

#### K1 500 m
| rang   | sporter                        | land | tijd    |
| ------ | ------------------------------ | ---- | ------- |
| Goud   | Ljoedmila Pinajeva-Chvedosjoek | URS  | 2:11.09 |
| Zilver | Renate Breuer                  | FRG  | 2:12.71 |
| Brons  | Viorica Dumitru                | ROU  | 2:13.22 |
| 4      | Marcia Smoke                   | USA  | 2:14.68 |
| 5      | Ivana Vávrová                  | TCH  | 2:14.78 |
| 6      | Anita Nüßner                   | GDR  | 2:16.02 |
| 7      | Ingmarie Svensson              | SWE  | 2:16.04 |
| 8      | Mieke Jaapies                  | NED  | 2:18.38 |

#### K2 500 m
| rang   | sporters                                         | land | tijd    |
| ------ | ------------------------------------------------ | ---- | ------- |
| Goud   | Roswitha Esser Annemarie Zimmermann              | FRG  | 1:56.44 |
| Zilver | Anna Pfeffer Katalin Rozsnyói                    | HUN  | 1:58.60 |
| Brons  | Ljoedmila Pinajeva-Chvedosjoek Antonina Seredina | URS  | 1:58.61 |
| 4      | Valentina Serghei Viorica Dumitru                | ROU  | 1:59.17 |
| 5      | Anita Kobuß Karin Haftenberger                   | GDR  | 2:00.18 |
| 6      | Mieke Jaapies Thea Bergers-Duif                  | NED  | 2:02.02 |
| 7      | Sperry Rademaker Marcia Smoke                    | USA  | 2:02.97 |
| 8      | Lesley Oliver Barbara Mean                       | GBR  | 2:04.20 |

## Medaillespiegel
| rang   | land                     | goud | zilver | brons | totaal |
| ------ | ------------------------ | ---- | ------ | ----- | ------ |
| 1      | Hongarije                | 2    | 3      | 1     | 6      |
| 2      | Sovjet-Unie              | 2    | 1      | 3     | 6      |
| 3      | Bondsrepubliek Duitsland | 1    | 2      | 0     | 3      |
| 4      | Roemenië                 | 1    | 1      | 1     | 3      |
| 5      | Noorwegen                | 1    | 0      | 0     | 1      |
| 6      | Denemarken               | 0    | 0      | 1     | 1      |
| 6      | Oostenrijk               | 0    | 0      | 1     | 1      |
| totaal | totaal                   | 7    | 7      | 7     | 21     |

Parijs 1924 (demonstratie) · 
Berlijn 1936 · 
Londen 1948 · 
Helsinki 1952 · 
Melbourne 1956 · 
Rome 1960 · 
Tokio 1964 · 
Mexico-stad 1968 · 
München 1972 · 
Montréal 1976 · 
Moskou 1980 · 
Los Angeles 1984 · 
Seoel 1988 · 
Barcelona 1992 · 
Atlanta 1996 · 
Sydney 2000 · 
Athene 2004 · 
Peking 2008 · 
Londen 2012 · 
Rio de Janeiro 2016 ·
Tokio 2020 ·
Parijs 2024 ·
Los Angeles 2028
Medaillewinnaars (slalom) · Medaillewinnaars (sprint)
Atletiek · Basketbal · Boksen · Gewichtheffen · Hockey · Kanovaren · Moderne vijfkamp · Paardensport · Pelota (demonstratie) · Roeien · Schermen · Schietsport · Schoonspringen · Tennis (demonstratie) · Turnen · Voetbal · Volleybal · Waterpolo · Wielersport · Worstelen · Zeilen · Zwemmen